# Pietro Guido I. Torelli
Pietro Guido I. Torelli (* um 1410; † 18. April 1460 in Carpi) war ein Condottiere im Dienste der Visconti und der Sforza und Feudalherr. Er wurde in der Familiengrablege seiner Mutter, der Visconti-Kapelle in Sant’Eustorgio, Mailand, beigesetzt.

## Biographie

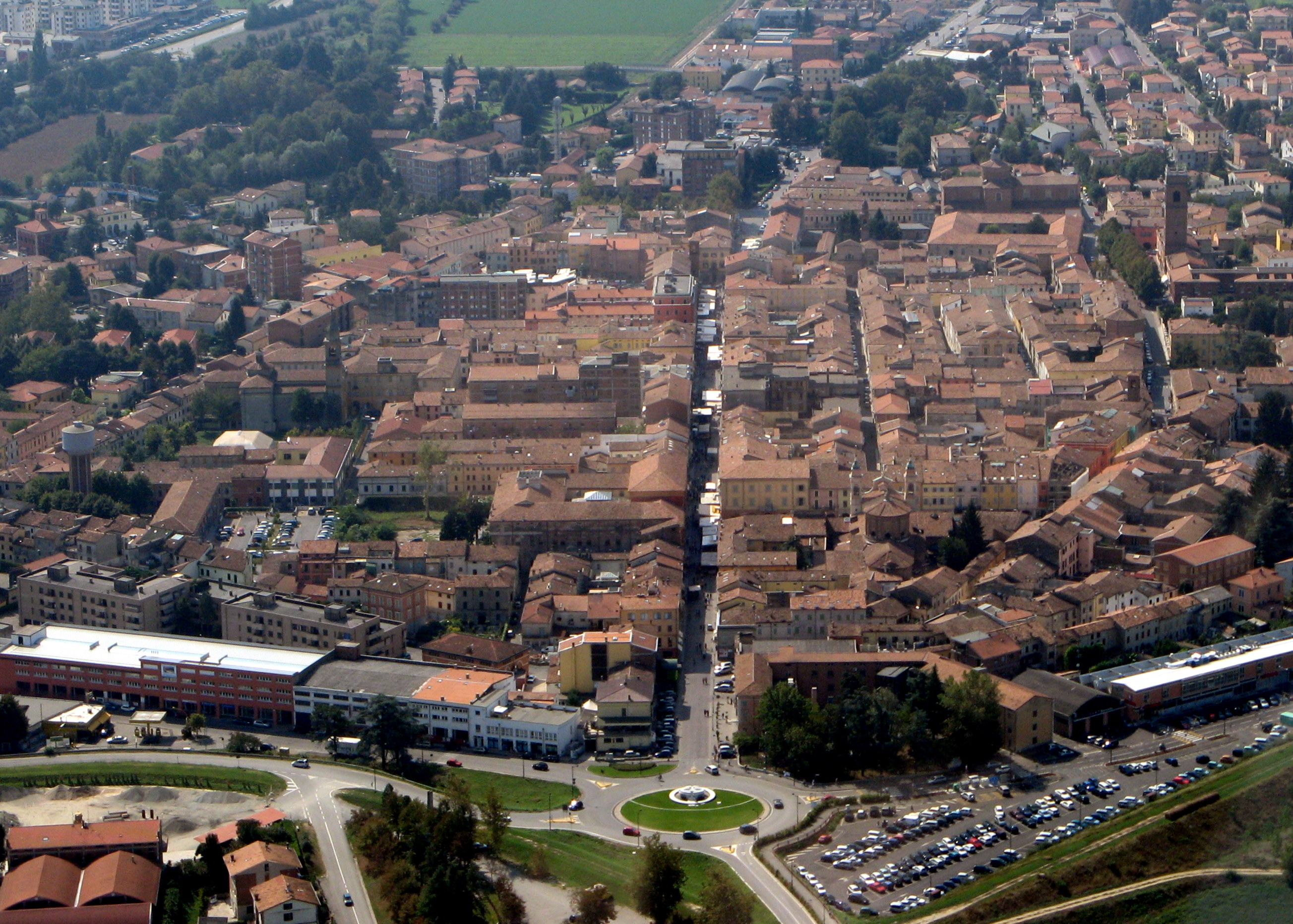
Guastalla (Provinz Reggio Emilia)

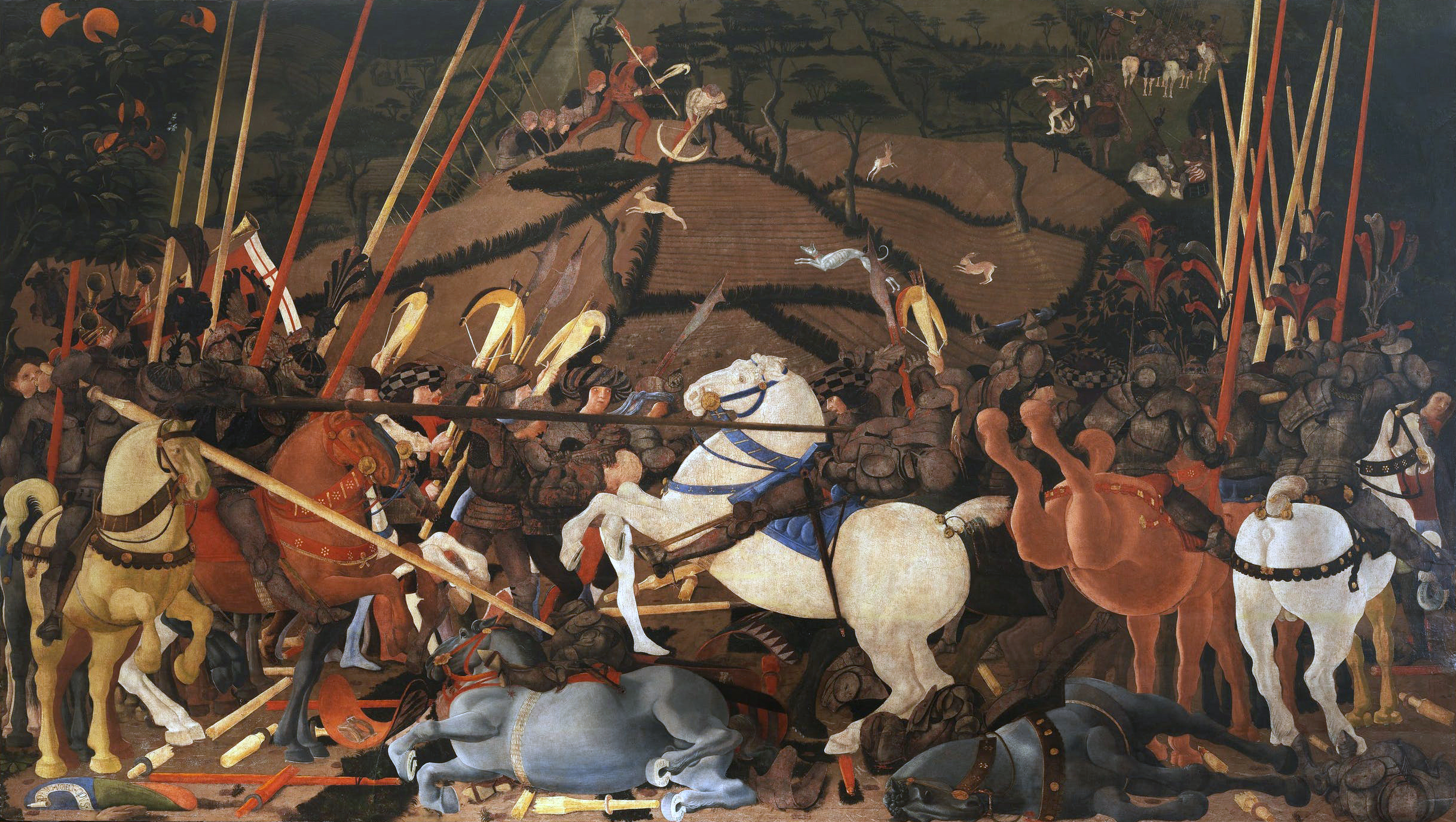
Paolo Uccello, Die Schlacht von San Romano 1432, um 1440

Die Eltern von Pietro Guido I. Torelli waren Guido Torelli und Orsina Visconti di Somma (1380–1451), Tochter des Antonio Visconti und der Anastasia Carcano.
Nach dem Tod seines Vaters regierte er gemeinsam mit seinem Bruder Cristoforo I. Torelli die Grafschaft Guastalla und Montechiarugolo. 1451 wurden diese Lehen von Kaiser Friedrich III. und dem Herzog von Mailand, Francesco Sforza, feierlich bestätigt. Aufgrund zunehmender familieninterner Spannungen kam es 1456 zu einer Erbteilung. Pietro Guido I. erhielt die Grafschaft Guastalla und das Vikariat von Settimo. An den übrigen Besitztümern in Guastalla und Montechiarugolo behielt er einen hälftigen Anteil, während die Allodialgüter aufgeteilt wurden. Einzig die Weiden bei Mezzano im Oltrepò Pavese blieben im gemeinsamen Besitz. Pietro Guido I. ist der Stammvater der Torelli von Guastalla, die 1569 mit Ludovica Torelli ausstarben.

## Militärkarriere
Pietro Guido I. Torelli diente 1430–1432 in florentinischen Diensten unter Bernardino Ubaldini della Carda (1390–1437) und Niccolò da Tolentino und nahm an den Schlachten am Serchio (bei Lucca) und San Romano teil. 1438 verteidigte er für den Kirchenstaat Città di Castello erfolgreich gegen Angriffe von Francesco Piccinino. Danach befehligte er eine Truppe von 200 Reitern für Venedig und Florenz. Eine wichtige Rolle spielte er bei der Verteidigung der Markgrafschaft Finale seiner Verwandten gegen die Republik Genua. Ab 1449 stand er in Diensten von Francesco Sforza. Die von ihm befehligten Truppen waren deutlich kleiner als jene seines Bruders Cristoforo.

## Familie
Ende 1448 oder Anfang 1449 verheiratete sich Pietro Guido I. Torelli mit Maddalena del Carretto (1430–1496), Tochter des Galeotto I. del Carretto, Markgraf von Finale (Ligurien), und der Vannina Adorno. Die früh verwitwete Maddalena del Carretto verwaltete die Grafschaft für ihre unmündigen Kinder mit starker Hand. 1470 erreichte sie vom Papst die Herauslösung von Guastalla aus dem Bistum Reggio und weitestgehende Autonomie für den lokalen Erzpriester. Sie hielt sich mit ihren Kindern häufig in Mailand und Pavia, Lieblingsresidenz von Galeazzo Maria Sforza, und genoss am herzoglichen Hof Ansehen und Einfluss. Mit der überaus prestigereichen Verheiratung der beiden Söhne wurden verwandtschaftliche Bande geknüpft, die das weitere Schicksal der Familie stark prägen sollten. Nach dem Ableben von Francesco Maria Torelli regierte Maddalena del Carretto zwischen 1485 und 1495 die Grafschaft Guastalla ein zweites Mal. Nach einer familieninternen Intrigue, in welche die Söhne Guido Galeotto und Antonio involviert waren, musste sie 1495 nach Mailand fliehen, wo sie im folgenden Jahr verstarb.
Das Ehepaar Torelli-del Carretto hatte drei Söhne und drei Töchter:
- Francesco Maria I., verheiratet mit Ludovica Sanseverino, Tochter des Roberto Sanseverino, Graf von Cajazzo und Colorno, und der Elisabetta di Montefeltro († 1484)
- Guido Galeotto, verheiratet (1471) mit Margherita Simonetta, Tochter des Francesco («Cicco») Simonetta, Signore von Sartirana, und der Elisabetta Visconti
- Antonio
- Orsina, verheiratet mit Castellino («Scaramuccia») Visconti Aicardi[11] (?–1510), Condottiere, Cousin von Gian Giacomo Trivulzio
- Lucrezia, verheiratet mit Federico degli Ippoliti, Markgraf von Gazoldo
- Eleonora, verheiratet mit Filippo Beccaria, Stadtherr von Arena